# Dicodia rhombifer
Dicodia rhombifer är en insektsart som beskrevs av Rauno E. Linnavuori 1956. Dicodia rhombifer ingår i släktet Dicodia och familjen dvärgstritar. Inga underarter finns listade i Catalogue of Life.